# Casa Rossa (Alberobello)
La Casa Rossa, situata nel territorio del comune di Alberobello in contrada Albero della Croce, è un grande stabile a due piani con circa trenta vani di varia grandezza. 
Nata come Scuola Agraria (1906-39), è stata campo di internamento per "sudditi di paesi nemici" (inclusi ebrei) durante gli anni della seconda guerra mondiale (1940-43), campo di prigionia per fascisti ed ex-combattenti della Repubblica Sociale Italiana dopo la Liberazione (1943-46), campo profughi (1947-50), scuola professionale agraria per giovani carcerati (1956-77), campo estivo degli Scout (1980-2000) e infine (dal 2001) Luogo della memoria.

## Geografia
La Casa Rossa si trova nel territorio di Alberobello (sito World Heritage dell'UNESCO), in contrada Albero della Croce, a cinque chilometri a sud-ovest dell'abitato, sulla via per Mottola e quasi al confine col territorio di Noci, in collina ed in posizione salubre.

## Storia
Verso la fine dell'Ottocento, il sacerdote Francesco Gigante (18 settembre 1812 - 9 gennaio 1888), ex francescano osservante Salvatore, discusso personaggio locale, borbonico, attivamente colluso con gli ambienti del brigantaggio meridionale postunitario, lasciò il suo vasto patrimonio per la fondazione di una Scuola Agraria ad Alberobello, con testamento del 2 dicembre 1887. Il 9 gennaio 1896 la Scuola Agraria fu costituita in ente morale. Secondo il volere del fondatore, essa doveva dare al paese «esperti e laboriosi agricoltori e onesti e pii cittadini. È Scuola teorica e pratica ad un tempo, ha un convitto e accoglie anche allievi esterni».

### Scuola Agraria (1906-1939)
Per i primi quarant'anni del Novecento, la Casa Rossa fu luogo di rilievo delle politiche di formazione agraria delle giovani generazioni e, come tale, vide l'interessamento dei ministeri dell'Agricoltura e dell'Educazione Nazionale; fu fiore all'occhiello delle politiche ruraliste del Fascismo; fu luogo di esercizio delle politiche di assistenza all'infanzia ospitando orfani di guerra provenienti dalle province di Bari e di Brindisi a partire dal 1919 e, negli anni Trenta, anche alunni inviati dall'Opera Nazionale Maternità e Infanzia. La Casa Rossa fu sede della Scuola Pratica d'Agricoltura dall'anno scolastico 1906/1907 al 1930/31, della Scuola Elementare dall'anno scolastico 1916/1917 al 1938/39, della Scuola Tecnica Agraria dall'anno scolastico 1932/33 al 1938/39, del Convitto riguardante le Scuole succitate dal 1906 al 1939. La Scuola Tecnica ad indirizzo agrario Francesco Gigante ebbe un corso preparatorio annuale ed un corso ordinario biennale: quest'ultimo servì a «contribuire, soprattutto con esempio delle coltivazioni ed industrie rurali, al progresso dell'agricoltura locale» e rilasciava il Diploma di Agente Rurale.
Negli ultimi mesi del 1939 i servizi didattici della Scuola Agraria furono trasferiti in paese, sia per sanare il bilancio, sia in via d'esperimento per avvicinare le famiglie alla scuola con probabilità di una maggiore frequenza. Le attività dell'azienda agraria annessa alla scuola continuarono ad essere svolte in campagna, mentre i locali della Scuola rimasero abbandonati. L'attuale sede sita in Via Oronzo Gigante n. 14 fu inaugurata il 24 ottobre 1957.

### Campo di internamento (1940-1943)

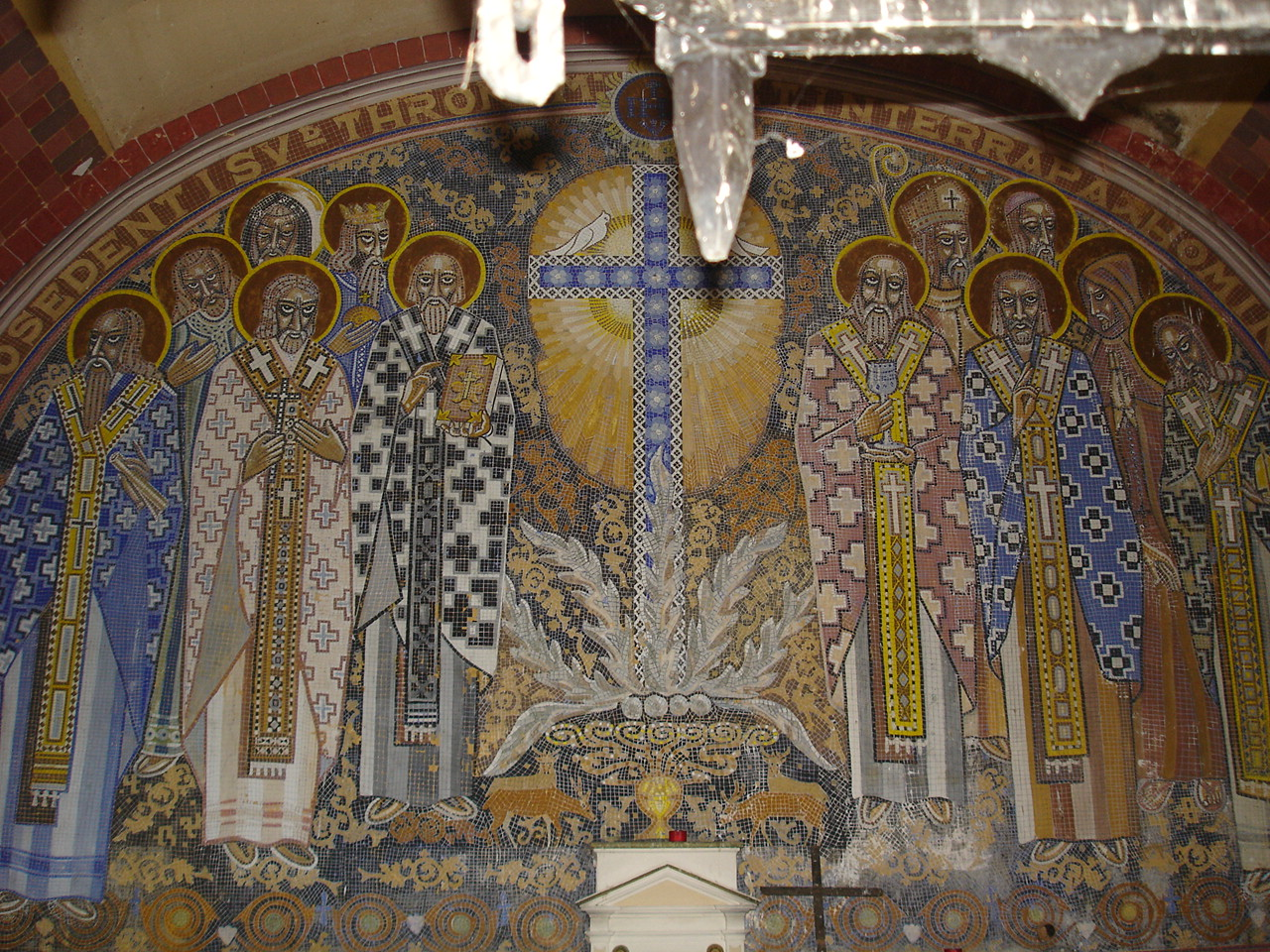
La cappella presenta nella parte del presbiterio un altare a muro e un dipinto murale (5,30x3,50m) realizzato da Viktor Tschernon, pittore lituano.

A partire dal luglio del 1940, per effetto della mobilitazione civile conseguente all'entrata in guerra dell'Italia, i locali furono requisiti dal Ministero dell'Interno per impiantarvi il più longevo campo di concentramento di polizia italiano. Secondo le autorità fasciste, la Casa Rossa si prestava a questa nuova destinazione d'uso perché era isolata, facilmente vigilabile e lontana dai fronti di operazioni militari.
Tra il 1940 e il 1943, durante il fascismo di guerra, arrivarono in catene sudditi inglesi, tra cui indiani hindu, irlandesi e maltesi, poi ebrei tedeschi, polacchi, ex cecoslovacchi e apolidi, italiani politicamente pericolosi, ebrei italiani renitenti alla precettazione civile a scopo di lavoro, altri ebrei divenuti antifascisti per il Regime solo perché avevano contestato la legislazione persecutoria antiebraica italiana, ebrei croati in fuga dai campi di concentramento diretti dagli ustasa, ex jugoslavi dei territori annessi all'Italia sottoposti a violente misure di italianizzazione forzata, compreso l'incendio di villaggi e la fucilazione dei nuclei familiari a cui appartenevano i partigiani serbi e sloveni di Tito. Tra gli internati inglesi, si ricorda il commediografo Arthur Spurle, storico del grande teatro napoletano. Tra gli ebrei tedeschi c'erano numerosi pittori e musicisti, che lasciarono ad Alberobello chine, tempere, disegni, spartiti musicali. Tra gli ebrei anche molti architetti, ingegneri e medici che prestarono la propria opera professionale solo in cambio di cibo per combattere la fame o di indumenti per sopportare il freddo.
Per i profughi ebrei Alberobello fu sempre comunque solo una sistemazione provvisoria, tra il 1940 e il 1942, prima di essere trasferiti ad altra località di internamento. Nessuno ebreo risulta più presente al campo nell'estate 1943. I cinque ex-internati periti a Auschwitz e i due vittime di eccidi in Italia, furono arrestati in località del Centro-Nord grazie alla zelante collaborazione della polizia della Repubblica Sociale Italiana con gli occupanti tedeschi dopo l'8 settembre 1943. A quel tempo il campo di Alberobello era già stato liberato con l'arrivo degli eserciti alleati.

### Campo di prigionia (1944-1946)
Tra il 1944 e il 1946 furono reclusi ex fascisti confinati politici, altri uomini imputati per gravi fatti di sangue conseguenti a tragici episodi di epurazione dal basso, scatenati da folle inferocite per la mancata epurazione istituzionale, ex militi della Decima Mas.

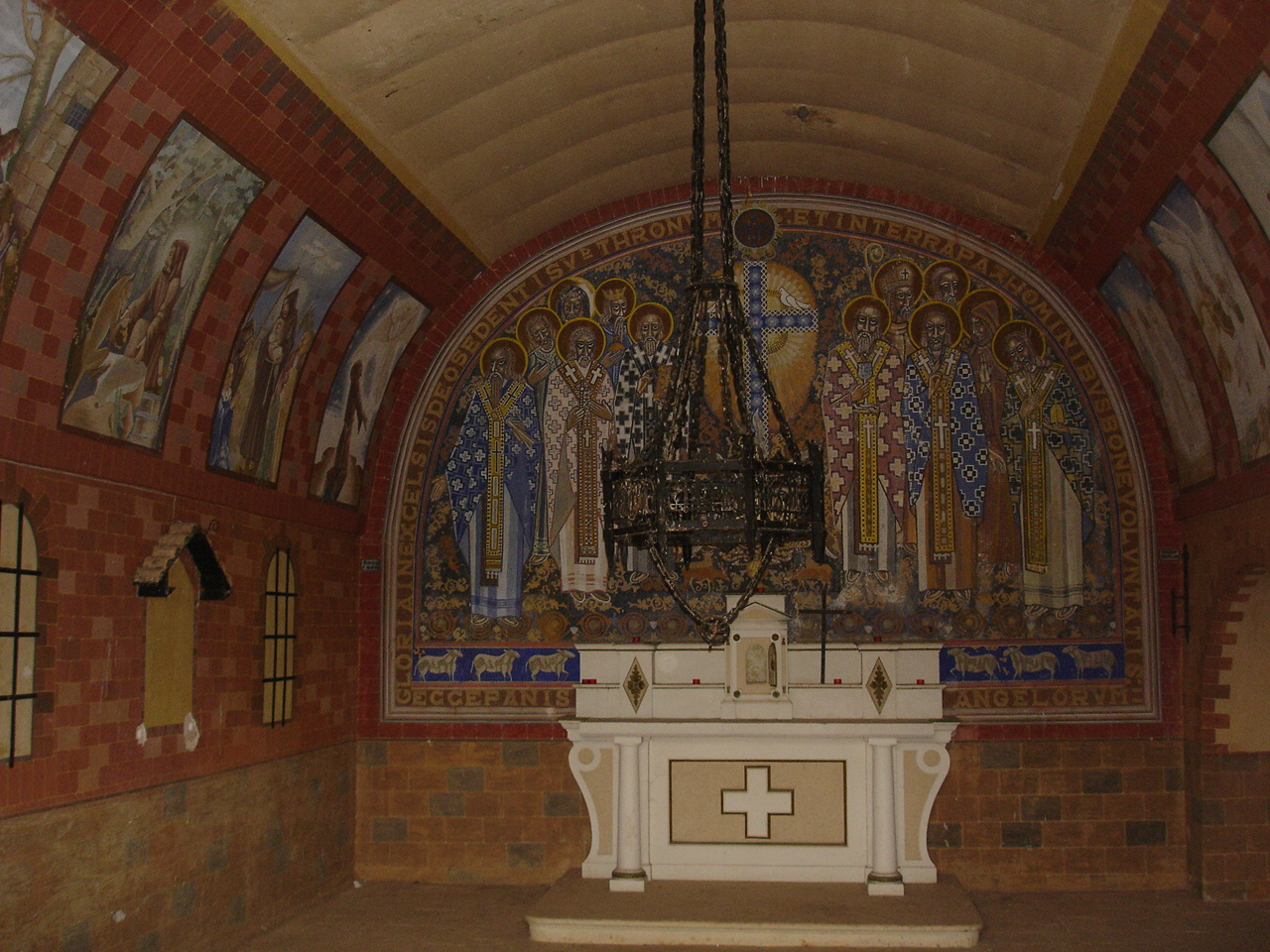
Viktor Tschernon, affrescò interamente la cappella cattolica di Casa Rossa con temi ispirati al ciclo della vita di san Francesco e santa Chiara e con l’abside in stile bizantino.

### Campo profughi (1947-1950)
Tra il 1947 e il 1949 arrivarono prima numerose donne straniere di tutta Europa ex-collaborazioniste o prostitute o sbandate al seguito degli Alleati o senza documenti: con loro erano internati tanti bambini, anch'essi rifiutati da tutte le società civili. Fu, poi, la volta di interi gruppi familiari di displaced persons di tutta Europa, e non solo: tra di loro soprattutto tedeschi ma anche albanesi musulmani, austriaci già cittadini italiani altoatesini che avevano optato con Hitler per la nuova cittadinanza, jugoslavi non titini in fuga dal proprio paese, donne dei Sudeti tedescofoni sottoposte a brutali sevizie dai sovietici, perché già privilegiate dai nazisti, russi ortodossi non bolscevichi e cittadini di stati baltici, inseguiti da emissari dell'Armata Rossa, disertori di vari eserciti, ebrei stranieri cacciati dai campi alleati di raccolta per violazione di leggi italiane soprattutto nell'infuocata vigilia elettorale del 1948, ebrei polacchi indesiderati in patria (dove si assisteva a nuovi pogrom antisemiti, questa volta opera di polacchi e non di tedeschi), che speravano di emigrare in Palestina. Il più famoso internato di questo periodo fu il pittore lituano Viktor Tschernon, che affrescò interamente la cappella cattolica di Casa Rossa con temi ispirati al ciclo della vita di san Francesco e santa Chiara e con l’abside in stile bizantino. Nel 1950 a questa terza stagione del Campo, visitato dai cronisti di tutta Italia, fu ispirata una nota pellicola, Donne senza nome - Le indesiderabili, del regista ungherese Géza von Radványi, con un cast internazionale di attori.

### Istituto Professionale Agrario (dal 1º agosto 1956 al 1977)

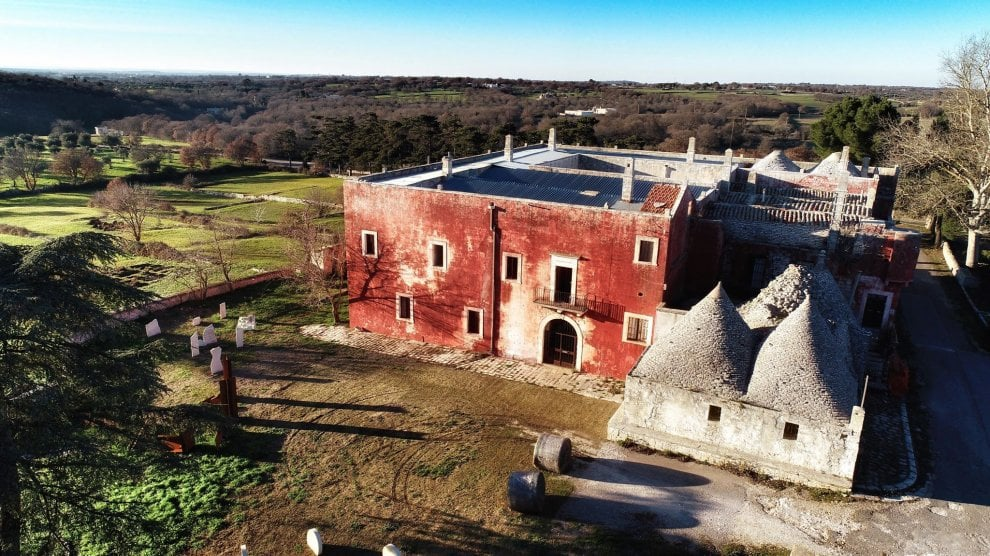
Casa Rossa veduta esterna

Dal 1º agosto 1956 e fino al 1977 il Centro di Studi di Agricoltura — Fondazione "Francesco Gigante”, diretto dal commissario prefettizio Antonio Colucci, attivò una convenzione con il Ministero di Grazia e Giustizia, tramite la Direzione dei Centri rieducazione minorenni delle Puglie di Bari, per l'istituzione nella Casa Rossa di una Casa di Rieducazione minorile maschile con il funzionamento presso di essa di un istituto professionale agrario.

### Campo estivo scout (dal 1980 al 2000)
Durante gli anni '80 e '90 la casa visse un periodo di abbandono e venne utilizzata come campo estivo da gruppi scout.

### Luogo della memoria (2001-)
Il 21 febbraio 2001 Elisa Springer, scrittrice sopravvissuta ad Auschwitz, durante la visita alla Casa Rossa e dichiarò: «non posso ammettere che questa struttura diventi un posto di divertimento perché è stato comunque un luogo di sofferenza. Provo una certa emozione, perché campi come questo sono stati il trampolino per campi più grossi e poi per i veri e propri lager. Penso a quanta gente è stata qui e poi ha perso la vita. Mi oppongo a questi tentativi di distruggere la memoria. Dobbiamo fare di tutto perché questo campo rimanga in vita».
Il 5 dicembre 2007 la Direzione regionale per i beni culturali e paesaggistici della Puglia ha dichiarato Casa Rossa bene di interesse storico-artistico, sottoposto alle tutele del decreto legislativo 22 gennaio 2004 n.42.

## Filmografia
- Donne senza nome, regia di Géza von Radványi (1950)
- Campi fascisti – La casa rossa, regia di Mary Mirka Milo - documentario